# Вільгельм Кінцль
Вільгельм Кінцль (нім. Wilhelm Kienzl; 17 січня 1857, Вайценкірхен в землі Верхня Австрія — 19 жовтня 1941, Відень) — австрійський композитор, диригент і музикознавець.

## Життєпис
Вільгельм Кінцль виріс в Ґраці, де зробив перші кроки в грі на фортепіано в школі Йоганна Буви, однак за відсутністю успіхів перейшов до занять скрипкою під керівництвом концертмейстера міського оркестру Ігнаца Уля, потім займався композицією у Вільгельма Майєра, також брав уроки фортепіано у Мортье-де-Фонтена, який працював у цей період переважно в Мюнхені. Далі навчався музиці в консерваторіях Праги і Дрездена, захистив дисертацію з музикознавця у Віденському університеті. Вчителями Кінцля в різний час були Едвард Ганслік, Ференц Ліст і Йозеф Крейчі. Останньому Кінцль зобов'язаний раннім знайомством з музикою Вагнера: Крейчі взяв його з собою до Байройта на прем'єру «Нібелунґової каблучки», і вагнерівське розуміння оперного жанру сильно вплинуло на Вільгельма Кінцля.

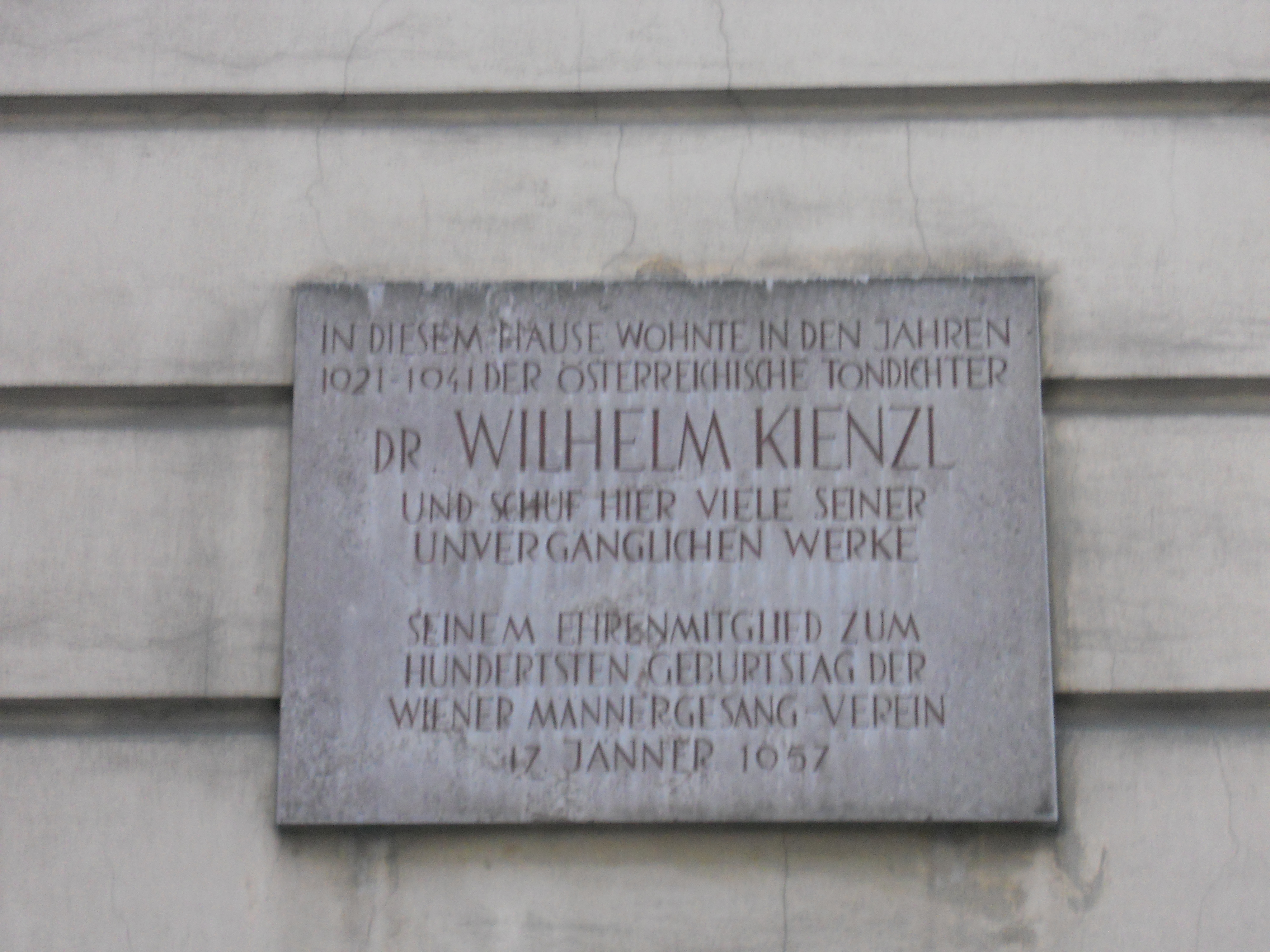
Меморіальна дошка на будинку Вільгельма Кінцля у Відні

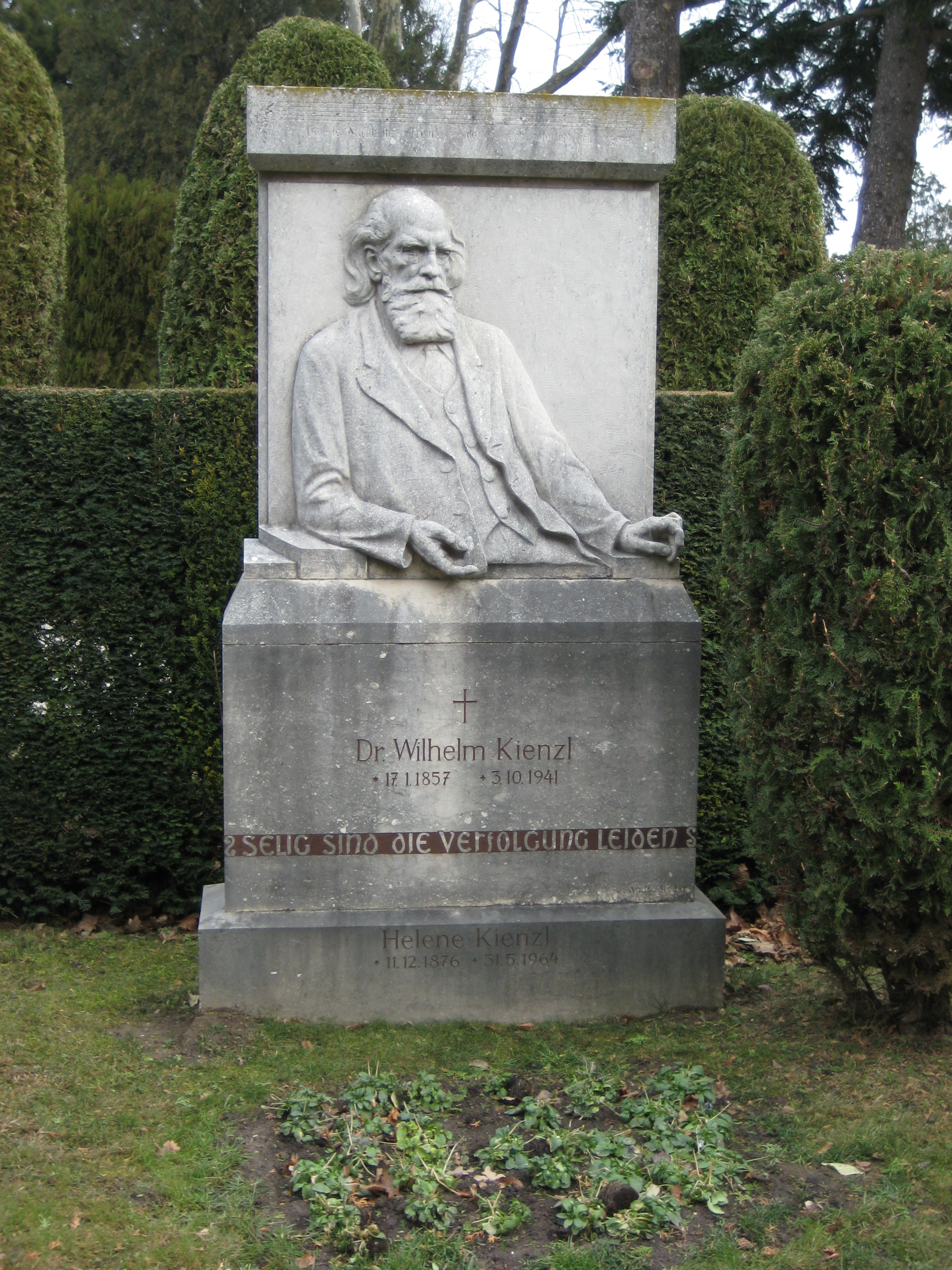
Могила Вільгельма Кінцля на Віденському центральному кладовищі

Переважно Кінцль був оперним композитором, і найбільшу популярність принесла йому опера «Євангеліст» (нім. Der Evangelimann; 1895). Інші його опери: «Urvasi» (1886), «Heilmar der Narr» (1892), «Дон Кіхот» (1898), «Der Kuhreigen» (1911). Кінцль вважається також, поряд з Гуго Вольфом, найважливішим пісенним композитором з часів Франца Шуберта. Серед його обробок — пісні зі збірки «Чарівний ріг хлопчика» (наприклад, «An einen Boten»). У числі інших малих вокальних творів Кінцля був і перший державний гімн Австрії (до 1929 р.).
Музикознавчі праці Кінцля включають біографію Вагнера (1904), книгу «Музична декламація» (нім. «Die musikalische Declamation») і безліч статей.

## Пам'ять
- Вільгельм Кінцль зображений на австрійській поштовій марці 2007 року[8].
- У Відні на будинку, де жив композитор, встановлена меморіальна дошка.